# Martín Gómez (calciatore argentino)
Alberto Martín Gómez (Mendoza, 26 gennaio 1983) è un ex calciatore argentino, di ruolo attaccante.

## Carriera
Ha giocato un totale di 284 partite mettendo a segno 28 gol, in varie serie del campionato argentino di calcio.